# Modelo Bell–LaPadula
O modelo Bell-LaPadula (abreviado BLP) é um modelo de máquina de estado usada para impor o controle de acesso em aplicações de governo e militares. O modelo foi desenvolvido por David Elliott Bell e Leonard J. LaPadula, funcionários da empresa MITRE Corporation, após a forte orientação de Roger R. Schell para formalizar a apólice de segurança de múltiplos níveis (MLS) do Departamento de Defesa dos EUA (DoD). Este modelo formal de transição de estado para políticas de segurança de computador descreve um conjunto de regras de controle de acesso que utiliza etiquetas de segurança em objetos e autorizações para os indivíduos. A faixa de abrangência das etiquetas de segurança vai desde a mais sensível ("Top Secret", por exemplo), até a menos sensível (por exemplo, "não classificados" ou "Público").
O modelo Bell-LaPadula é um exemplo de um modelo onde não há uma clara distinção entre proteção e segurança.

## Características
O modelo Bell-LaPadula centra-se na confidencialidade dos dados e controle de acesso à informação classificada, em contraste com o modelo Biba de integridade, que descreve as regras para a proteção da integridade dos dados. Neste modelo formal, as entidades em um sistema de informação são divididas em sujeitos e objetos. A noção de um "estado seguro" é definida e está provada que cada transição de estado preserva a segurança ao passar de um estado seguro para outro estado seguro, assim, por indução matemática, provando que o sistema atende aos objetivos de segurança do modelo. O modelo Bell-LaPadula é construído sobre o conceito de uma máquina de estados finitos com um conjunto de estados permitidos em um sistema de rede de computadores. A transição de um estado para outro é definida por funções de transição.
Um estado do sistema é definido como "seguro" se apenas os modos de acesso permitidos entre sujeitos e objetos estão em conformidade com uma política de segurança. Para determinar se um modo de acesso específico é permitido, o despacho de um sujeito é comparado com a classificação do objeto (mais precisamente, a combinação de classificação e um conjunto de compartimentos, tornando-se o nível de segurança) para determinar se o sujeito é autorizado para o modo de acesso específico. O esquema de apuramento/classificação é expresso em termos de uma treliça/matrix. O modelo define duas regras de controle de acesso obrigatório (MAC) e uma regra de controle de acesso discricionário (DAC) com três propriedades de segurança:
1. Propriedade de Segurança Simples - um sujeito em um dado nível de segurança não pode ler um objeto com um nível de segurança mais alto (não ler-para-cima).
2. A Propriedade-★ (leia-se propriedade-estrela) - um sujeito em um dado nível de segurança não deve escrever para qualquer objeto em um nível inferior de segurança (não escrever-para-abaixo). A Propriedade-★ também é conhecida como a propriedade de confinamento.
3. A Propriedade de Segurança Discricionária - utiliza uma matriz de acesso para especificar o controle de acesso discricionário.

A transferência de informações de um documento de alta sensibilidade para um documento menor sensibilidade pode acontecer no modelo Bell-LaPadula através do conceito de assuntos confiáveis. Sujeitos confiáveis não são restringidas pela Propriedade-★. Assuntos não confiáveis são. Sujeitos confiáveis devem ser mostrados como confiáveis no que diz respeito à política de segurança. Esse modelo de segurança é direcionado para controle de acesso e é caracterizado pela frase: "não leia-para-cima, não escreva-para-baixo". Compare o modelo Biba, o modelo Clark-Wilson e o modelo Muralha Chinesa.
Com Bell-LaPadula, os usuários podem criar conteúdo apenas em ou acima de seu nível de segurança própria (isto é, pesquisadores  pode criar arquivos secretos ou ultra-secreto, mas não podem criar arquivos públicos; não escrever-para-baixo). Por outro lado, os usuários podem visualizar o conteúdo apenas em ou abaixo de seu nível de segurança próprios (pesquisadores secretos podem visualizar arquivos públicos ou secretos, mas não podem ver os arquivos ultra-secretos, sem ler-para-cima).
O modelo Bell-LaPadula define seu escopo explicitamente. Ele não trata extensivamente os seguintes pontos:
- Canais secretos. A passagem de informação através de ações pré-arranjadas foi ligeiramente descrita.
- As redes de sistemas. Trabalho de modelagem mais tarde abordou este tema.
- Políticas fora da segurança multi-nível. Trabalhos no início de 1990 mostraram que MLS é uma versão de política booleana, assim como todas as outras políticas publicadas.

### Propriedade-★Forte
A Propriedade-★ Forte é uma alternativa à Propriedade-★, na qual os participantes podem escrever para objetos que tenham um nível de segurança correspondente. Assim, a operação de escrever-para-cima, permitida na Propriedade-★ usual, não está presente e apenas é permitida uma operação escrever-para-o-mesmo. A Propriedade-★ Forte é normalmente discutida no contexto de sistema de gerenciamento de banco de dados multinível e é motivada por preocupações de integridade. Esta Propriedade ★ Forte foi antecipada no modelo Biba onde foi mostrado que a integridade forte em combinação com o modelo Bell-LaPadula resultou em leitura e escrita em um único nível.

### Princípio da Tranquilidade
O Princípio da Tranquilidade do Modelo Bell-LaPadula enuncia que a classificação de um sujeito ou objeto não muda enquanto ele estiver sendo referenciado. Existem duas formas para o Princípio da Tranquilidade: o "princípio tranqüilidade forte ", que afirma que os níveis de segurança não mudam durante a operação normal do sistema; e o "princípio da tranquilidade fraca", que afirma que os níveis de segurança nunca podem mudar de tal forma a violar uma política de segurança definida. Tranquilidade fraca é desejável, pois permite aos sistemas observar o princípio do menor privilégio. Ou seja, os processos começam com um nível baixo, independentemente de seu proprietário, e progressivamente adquirem níveis mais elevados a medida que as ações requerem.

## Limitações
- Trata apenas de confidencialidade, controle da escrita (uma forma de integridade), propriedade-★ e controle de acesso seleto
- Canais secretos são mencionados, mas não são abordados de maneira abrangente
- O Princípio da Tranquilidade limita a sua aplicabilidade a sistemas onde os níveis de segurança não mudam dinamicamente, o que permite a cópia controlada de cima para baixo através sujeitos confiáveis.